# ایستگاه قطار شهری کوثر
ایستگاه قطار شهری کوثر دهمین ایستگاه‌ خط ۱ قطار شهری مشهد است که در بلوار وکیل آباد، سه راه کوثر (سه راه کوکاکولا) قرار دارد. ایستگاه کوثر در مجاورت بیمارستان فارابی مشهد می‌باشد.
از این ایستگاه ۲۰ خط اتوبوس‌رانی مشهد و حومه می‌گذرد.